# Какова-Єрій
Какова-Єрій (рум. Cacova Ierii) — село у повіті Клуж в Румунії. Входить до складу комуни Яра.
Село розташоване на відстані 311 км на північний захід від Бухареста, 28 км на південь від Клуж-Напоки.

## Населення
За даними перепису населення 2002 року у селі проживали 519 осіб, з них 517 осіб (99,6%) румунів. Рідною мовою 518 осіб (99,8%) назвали румунську.